# Чайка (приток Енисея)
 Чайка — река в Восточной Сибири, приток реки Енисей, протекает по территории Таймырского Долгано-Ненецкого района Красноярского края. Длина реки составляет 30 км. Впадает в Енисей по правому берегу, в 15 км от его устья.

## Данные водного реестра
По данным государственного водного реестра России относится к Енисейскому бассейновому округу, речной бассейн реки — Енисей, речной подбассейн реки — Бассейн притоков Енисея ниже впадения Нижней Тунгуски. Водохозяйственный участок реки — Енисей от водомерного поста города Игарка и до устья, без реки Хантайка от истока до Усть-Хантайское.
- Код водного объекта в государственном водном реестре — 17010800412116100115239[2].